# Calotes jerdoni
Calotes jerdoni là một loài thằn lằn trong họ Agamidae. Loài này được Günther mô tả khoa học đầu tiên năm 1870.

## Hình ảnh

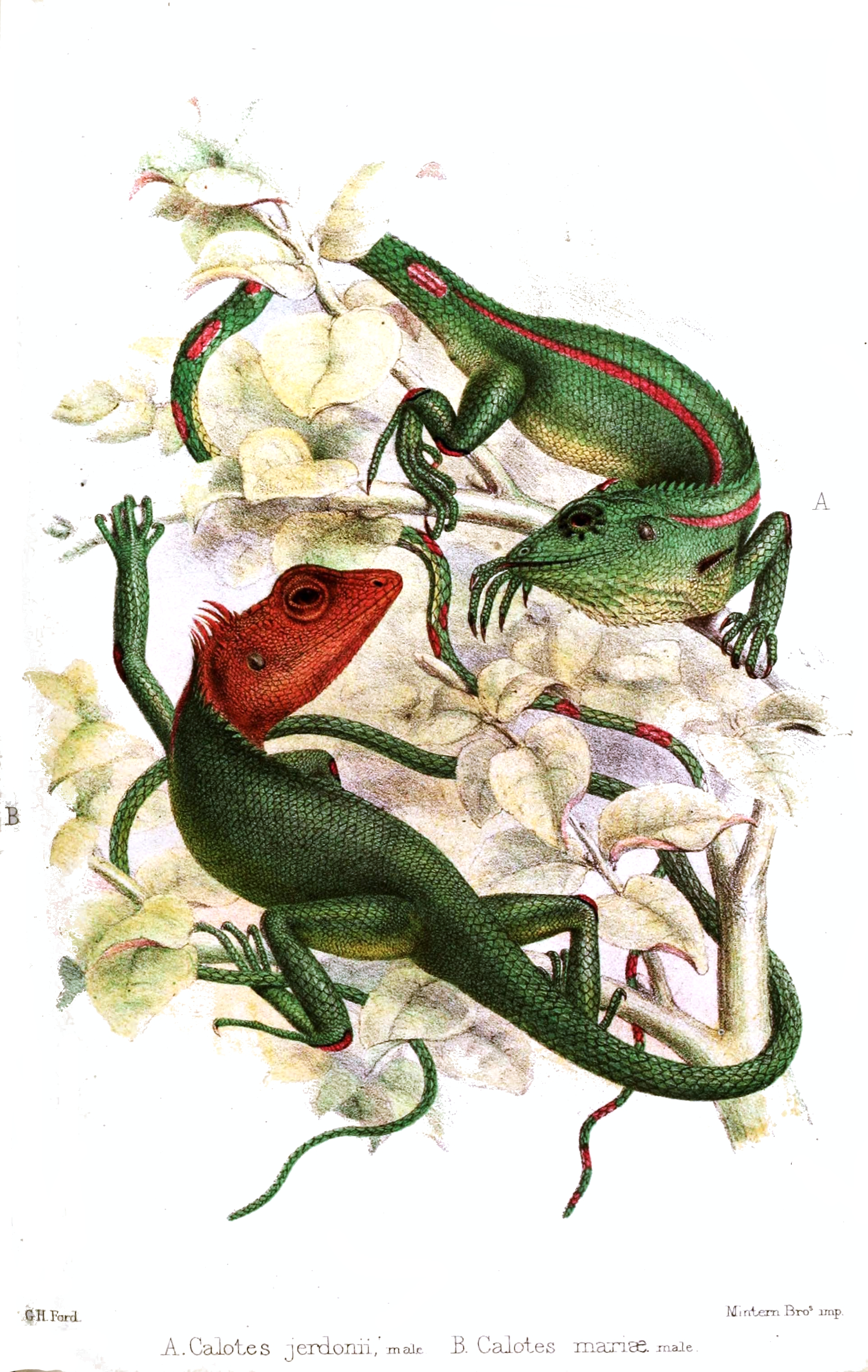